# Centronaxa margaritaria
Centronaxa margaritaria är en fjärilsart som beskrevs av John Henry Leech 1897. Centronaxa margaritaria ingår i släktet Centronaxa och familjen mätare. Inga underarter finns listade i Catalogue of Life.